# Jahmai Simpson-Pusey
Jahmai Simpson-Pusey (* 4. November 2005 in Huddersfield) ist ein englischer Fußballspieler, der als Leihspieler von Manchester City zurzeit bei Celtic Glasgow in der Scottish Premiership aktiv ist.

## Karriere

### Verein
Simpson-Pusey wurde in Huddersfield in West Yorkshire geboren. Er absolvierte Probetrainings bei mehreren Premier-League-Vereinen, bevor er sich im Alter von acht Jahren entschied, der Jugendakademie von Manchester City beizutreten. Simpson-Pusey unterschrieb im Juli 2023 seinen ersten Profivertrag in Manchester. Der Innenverteidiger übernahm im Jahr 2024 die Kapitänsbinde der U18-Mannschaft von Manchester City und führte das Team sowohl im FA Youth Cup als auch in der UEFA Youth League an. In jenem Jahr gewann er mit seinem Team den FA Youth Cup im Finale gegen Leeds United. Aufgrund seiner starken Leistungen wurde er im Sommer desselben Jahres in den Kader der ersten Mannschaft für die Saisonvorbereitung unter Pep Guardiola aufgenommen und kam dabei in Freundschaftsspielen gegen den AC Mailand und Celtic Glasgow zum Einsatz. Mit der U18 von Manchester City gewann er zweimal in Folge die U18-Premier League. Auch in der Premier League 2, der höchsten Nachwuchsliga für U21-Mannschaften, konnte er in den Saisons 2022/23 und 2024/25 zwei Meisterschaften feiern.
Sein Profidebüt für Manchester City gab Simpson-Pusey am 30. Oktober 2024, als er in der zweiten Halbzeit im EFL-Cup-Auswärtsspiel gegen Tottenham Hotspur für Nathan Aké eingewechselt wurde. Die Partie endete mit einer 1:2-Niederlage. Nur sechs Tage später stand er erstmals in der Startelf und feierte zugleich sein Debüt in der UEFA Champions League – bei einer 1:4-Auswärtsniederlage gegen Sporting Lissabon. Am 9. November 2024 kam er schließlich auch in der Premier League zu seinem ersten Einsatz und startete im Spiel gegen Brighton & Hove Albion, das Manchester City mit 1:2 verlor.
Trotz der Niederlagen beeindruckte Simpson-Pusey mit seinen individuellen Leistungen. Für seine konstant starken Auftritte in der zweiten Mannschaft wurde er zum „Premier League 2 Spieler der Saison 2024/25“ gekürt – eine bedeutende Auszeichnung für junge Talente in der englischen Nachwuchsliga.
Am 5. August 2025 wechselte Simpson-Pusey auf Leihbasis für eine Saison zum schottischen Erstligisten Celtic Glasgow. Dort soll er weitere Spielpraxis auf hohem Niveau sammeln und sich unter Wettbewerbsbedingungen weiterentwickeln.

### Nationalmannschaft
Simpson-Pusey absolvierte im Jahr 2023 drei Länderspiele für die englische U-18-Nationalmannschaft.